# Marcus Septimius Magnus
Marcus Septimius Magnus (vollständige Namensform Marcus Septimius Marci filius Fabia Magnus) war ein im 1. und 2. Jahrhundert n. Chr. lebender Angehöriger der römischen Armee. Durch eine zweisprachige Inschrift, die in Aradus gefunden wurde, ist seine militärische Laufbahn bekannt.
Magnus diente als Centurio in den folgenden Legionen (in dieser Reihenfolge): in der Legio III Gallica, die ihr Hauptlager in Raphaneia in der Provinz Syria hatte, in der Legio IV Scythica, die ihr Hauptlager in Zeugma in derselben Provinz hatte, in der Legio XX Valeria Victrix, die ihr Hauptlager in Deva Victrix in der Provinz Britannia hatte, in der Legio I Minervia, die ihr Hauptlager in Bonna in der Provinz Germania inferior hatte, und zuletzt in der Legio X Fretensis, die ihr Hauptlager in Jerusalem in der Provinz Iudaea (bzw. Syria Palaestina) hatte. In den Legionen III Gallica, XX Valeria Victrix und X Fretensis übte er jeweils zwei (iterum) verschiedene Positionen als Centurio aus.
Magnus war in der Tribus Fabia eingeschrieben und stammte vermutlich aus Aradus. Die Inschrift wurde durch seinen Bruder Lucius Septimius Marcellus errichtet. In Aradus wurde ihm zu Ehren von Stadtrat und Volk dieser Stadt eine weitere Inschrift in griechischer Sprache errichtet.
Die erstgenannte Inschrift wird in der EDCS auf 71/130 datiert. Stephen James Malone gibt als Terminus ante quem das Jahr 218 an; als frühesten Zeitpunkt vermutet er den Anfang des 2. Jahrhunderts. James Robert Summerly datiert die Inschrift in den Zeitraum zwischen 100 und 140.